# Yū Darvish
Yū Darvish (japanisch ダルビッシュ 有, Darubisshu Yū, persisch یو درویش Yū Darwisch; * 16. August 1986 in Habikino, Präfektur Osaka, Japan) ist ein iranisch-japanischer Pitcher in der Major League Baseball (MLB) der für die San Diego Padres spielt. Nachdem er bereits in seiner Oberschulkarriere nationale Berühmtheit erlangt hatte, gilt er als einer der talentiertesten Spieler Japans und wurde schon in seiner dritten Saison als Profi 2007 mit dem Sawamura Award für den besten Pitcher der Liga ausgezeichnet.
In der Asienmeisterschaft 2007, zugleich Qualifikationsturnier für die olympischen Sommerspiele 2008, spielte er erstmals für die japanische Nationalmannschaft.

## Leben
Darvish wurde als ältester Sohn von Farsad Darwisch, einem iranischen Geschäftsmann und seiner japanischen Mutter Ikuko geboren. Die beiden hatten sich am Eckerd College in St. Petersburg, Florida kennengelernt, wo sein Vater auch für die Fußballmannschaft der Florida State aktiv gewesen war.

### Oberschulkarriere
Erste nationale Auftritte hatte Darvish während seiner Oberschulzeit in vier Kōshien-Teilnahmen für die Tōhoku-Oberschule, jeweils im Frühjahr- und Sommerturnier seines zweiten und dritten Schuljahres. Berühmt wurde er bei seiner letzten Teilnahme im Sommer 2004 als ihm gegen die „Technische Präfekturoberschule Kumamoto“ (Kumamoto-kenritsu Kumamoto kōgyō kōtō gakkō) der zwölfte No-Hitter in der Turniergeschichte gelang – der erste beim Kōshien seit zehn Jahren. Insgesamt wurden ihm in 12 Turnierauftritten 7 Wins und 3 Losses gutgeschrieben, und er erzielte einen ERA von 1.47.
Auch international waren Scouts großer Profimannschaften bereits auf ihn aufmerksam geworden: Die Los Angeles Angels of Anaheim und die Atlanta Braves aus der nordamerikanischen Major League Baseball (MLB) hatten ihn bereits seit der Mittelschulzeit intensiv beobachten lassen. Auch die japanischen Profimannschaften Nippon Ham, Hiroshima, Chūnichi, Daiei und Orix bemühten sich um ihn. Beim Draft im Herbst 2004 wurde Darvish in der ersten Runde von den Hokkaidō Nippon Ham Fighters gedraftet.
Während seines ersten Spring Trainings 2005 – im Abschlussjahr der Oberschule noch minderjährig (in Japan: unter 20 Jahren) – wurde er von den Fighters und seiner Schule suspendiert und musste Sozialdienst leisten, nachdem er an einem Ruhetag beim Rauchen einer Zigarette in einer Pachinko-Halle erwischt worden war.

### Profikarriere
Wegen seiner Suspendierung hatte Darvish seinen ersten Einsatz als Profi erst während der Interleague Series (kōryū-sen) in einem Spiel gegen Hiroshima, in dem er in acht geworfenen Innings seinen ersten Profisieg verzeichnete.
In seiner zweiten Saison 2006 gelang es ihm, seine Mannschaft in zehn Einsätzen in Folge zum Sieg zu werfen; insgesamt verzeichnete er in 25 Einsätzen 12 Wins und 5 Losses und half seinem Team so, den ersten Platz in der Pacific League und die Teilnahme an der Nippon Series gegen die Chūnichi Dragons zu erreichen. Dort verlor er zwar das erste Spiel der Serie, brachte die Fighters aber bei seinem zweiten Einsatz im entscheidenden fünften Spiel zu einem 4-1-Sieg und damit zum zweiten Meistertitel nach 1961. In der folgenden, ebenfalls siegreichen Konami Cup Asia Series 2006 gegen die besten Mannschaften der Republik Korea, der Volksrepublik und der Republik China wurde er zum MVP gekürt und galt auch international als größtes Pitchertalent Japans.
Seitdem der ehemalige Starpitcher der Lions, Daisuke Matsuzaka, in die Major League zu den Boston Red Sox gewechselt ist, steht Darvish verstärkt im Fokus der japanischen Öffentlichkeit und soll als Publikumsmagnet den Weggang Matsuzakas wettmachen. Der ehemalige Fighters-Manager Trey Hillman sagte, Darvish habe das Potential, Matsuzaka zu übertreffen und zum besten Pitcher der Welt aufzusteigen. Anders als Matsuzaka hat Darvish gegenüber der japanischen Presse angekündigt, er habe nicht die Absicht, sich um einen Wechsel nach Nordamerika zu bemühen.
Da nach japanischem Recht eine doppelte Staatsbürgerschaft nur bis zur Vollendung des 22. Lebensjahres vorgesehen ist, musste sich Darvish zwischen der iranischen und japanischen Nationalität entscheiden. Um mit der japanischen Nationalmannschaft an den olympischen Sommerspielen 2008 teilnehmen zu können, optierte er für die japanische Staatsbürgerschaft. Sein Debüt im Nationaltrikot gab er während eines Spiels der Baseball-Asienmeisterschaft 2007 gegen die Mannschaft von Chinesisch-Taipeh (Republik China). Japan gewann das Turnier und sicherte sich somit auch die Olympiateilnahme.
Am 29. Oktober 2007 wurde Darvish für seine Saisonleistung mit dem Sawamura-Eiji-shō für den besten Pitcher ausgezeichnet. Er war der erste Preisträger seit Shinji Imanaka 1993, der alle sieben Nominierungskriterien erfüllte: 25 Starts, 15 Wins, 10 Complete Games, eine Siegquote von .600, 200 geworfene Innings, 150 Strikeouts und einen ERA unter 2.50.

### Familie
Im August 2007 kündigte Darvish in einem Stadioninterview seine Hochzeit mit der Schauspielerin Saeko an. Die beiden heirateten im selben Jahr und haben einen gemeinsamen Sohn.

### Wohltätigkeit
Im März 2007 kündigte er die Einrichtung eines Yū Darvish Water Fund an, der Bau und Unterhalt von Anlagen zur Trinkwasserversorgung in Entwicklungsländern finanzieren soll; die Mittel sollen vom Japan Water Forum (日本 水フォーラム, Nihon Mizu Fōramu) verwaltet werden. Darvish selbst will für jeden Win in der regulären Saison 100.000 Yen (rund 600 Euro) in den Fonds einzahlen.